# عبد الجبار الخياط
عبد الجبار باشا بن عيسى الخياط بن موسى الطويل وهو محام وسياسي عثماني ثم عراقي.
ولد في بغداد نحو عام 1856، ودرس في مدرسة الآباء الكرمليين.
درس الحقوق في جامعة السوربون في باريس وتخرج عام 1883.
زاول المحاماة في بغداد والبصرة.
اشتغل في مناصب مختلفة إدارية وقضائية، واستحصل له الوالي العثماني تقي الدين باشا رتبة من الحكومة العثمانية سنة 1883، ثم حصل على وسام الامتياز ولقب الباشوية وأوسمة مختلفة عثمانية وفارسة وبابوية.
سافر إلى أوروبا سنة 1900 وزار بلدان مختلفة وعاد بعد 6 أشهر وعمل وكيلا لمحلات تجارية وطنية وأجنبية.
بعد نشر الدستور العثماني لسنة 1908، أصدر جريدة العراق في 1 كانون الثاني 1909، وعين تلك السنة عضوا في مجلس ولاية بغداد، وسافر خلال الحرب العالمية الأولى إلى إسطنبول، وعاد إلى بغداد بعد الهدنة.
كان ممن أختير لمنصب وزيرا بلا وزارة في الوزارة النقيبية الأولى، وهي الحكومة المؤقتة الأولى التي تشكلت في العراق في 11 تشرين الثاني 1920.
انتخب نائبا عن بغداد في المجلس التأسيسي في آذار 1924 لكنه لم يستمر طويلا، إذ توفي في 23 نيسان 1924. ودفن في كاتدرائية أم الأحزان الكلدانية الكائنة في عقد النصارى التي سبق وان تبرع لبنائها، حيث يتوسط تمثال نصفي برونزي له ساحة الكنيسة تقديرأ لمساهمته المذكورة، وقد لوحظ اختفاء النصب المذكور من موقعه في العام 2014.
ابنه أنور خياط (1884-1941) من رواد علم الزراعة في العراق.